# Щасливе (Богодухівський район)
Щасли́ве (до 2024 року — Горького) — селище в Україні, у Богодухівській міській громаді Богодухівського району Харківської області. Поштове відділення: Максимівське

## Географія
Селище Щасливе знаходиться за 4 км від села Сазоно-Баланівка. Село розташоване на залізничній гілці Богодухів-Люботин, станція Зупинний пункт 198 км. Поруч проходить автомобільна дорога Р46.

## Історія
Селище засноване в 1970 році.
12 червня 2020 року, відповідно до розпорядження Кабінету Міністрів України № 725-р «Про визначення адміністративних центрів та затвердження територій територіальних громад Харківської області», селище увійшло до Богодухівської міської громади.
19 липня 2020 року, в результаті адміністративно-територіальної реформи та ліквідації Богодухівського району (1923—2020), селище увійшло до складу новоутвореного Богодухівського району Харківської області.
19 вересня 2024 року Верховна Рада підтримала перейменування селища Горького на Щасливе. 26 вересня 2024 року перейменування набуло чинності.

## Населення

### Мова
Розподіл населення за рідною мовою за даними перепису 2001 року:
| Мова       | Відсоток |
| ---------- | -------- |
| українська | 90,48%   |
| російська  | 9,05%    |
| білоруська | 0,47%    |

## Сазоно-Баланівська сільська рада
- Телефонний код: 8-05758